# Deadline Hollywood
Deadline Hollywood, znany też jako Deadline lub Deadline.com – amerykański portal internetowy poświęcony przemysłowi rozrywkowemu. Został założony w 2006 roku przez Nikki Finke jako blog Deadline Hollywood Daily. W 2009 został przejęty przez Penske Media Corporation.

## Historia
Dziennikarka Nikki Finke prowadziła od czerwca 2002 kolumnę Deadline Hollywood w czasopiśmie „LA Weekly”. W marcu 2006 założyła blog Deadline Hollywood Daily, stanowiący internetową wersję kolumny. Do 2009 stał się on jedną z najczęściej odwiedzanych stron internetowych poświęconych Hollywood. W tym samym roku Finke sprzedała Deadline spółce Mail.com Media (aktualnie Penske Media Corporation) za siedmiocyfrową kwotę, ponadto otrzymała w serwisie pięcioletnią umowę o pracę i prawo do części jej zysków. We wrześniu 2009 strona zmieniła nazwę na Deadline Hollywood i domenę na deadline.com.
W 2010 portal otwarł sekcję w Nowym Jorku i zatrudnił Mike’a Fleminga Jr. z „Variety” jako głównego nowojorskiego redaktora. Tim Adler z „Financial Times” został głównym korespondentem w Londynie, zaś Nellie Andreeva współredaktorką naczelną do spraw informacji o telewizji. W listopadzie 2013 Finke opuściła Deadline Hollywood w wyniku nieporozumień z Penske Media Corporation, związanych z kupnem konkurencyjnego magazynu „Variety”.